# Elmwood (Louisiane)
Pour les articles homonymes, voir Elmwood.
Elmwood est une census-designated place de la paroisse de Jefferson, en Louisiane, aux États-Unis. 